# Ranna (Estonia)
Ranna – wieś w Estonii, w prowincji Jõgeva, w gminie Pala.